# Дома 8 марта (Саратов)
Дома 8 марта — жилой комплекс в Саратове, занимающий квартал между улицами Рахова, Новоузенской, Симбирцева и Весенним проездом, имеющий собственный адрес «Дома 8 марта корпус № …». Объект культурного наследия местного (муниципального) значения.

## Описание
Комплекс представляет собой прямоугольник, образованный пятью четырёхэтажными кирпичными жилыми домами, четырьмя угловой, Г-образной формы и одним линейным. В центре находится шестое здание хозяйственного назначения, в котором с 2010-х расположен Музей речного флота.
Стиль комплекса восходит к конструктивизму, но, в отличие от дома-коммуны на Провиантской улице не имеет таких радикальных особенностей конструктивизма, как двухуровневые квартиры-ячейки и т. п. Планировка домов обычная, с подъездами и лестничными площадками на несколько квартир. До сих пор многие квартиры заселены коммунально.
Комплекс можно условно разделить на 2 части. Корпуса № 1—3 — первой очереди строительства, 1929—1930 гг., имеют «ленточное» остекление подъездов, увенчанное аттиками, окна квартир близки к квадрату. Под зданиями находятся подвалы. 4 и 5 корпуса, построенные позже, имеют уже до предела упрощенные фасады, ширина окон становится больше их высоты, подвалы отсутствуют.
Почтовый индекс объекта — 410017.
До комплекса ходят троллейбусные маршруты № 3 и 16.

## История[1]

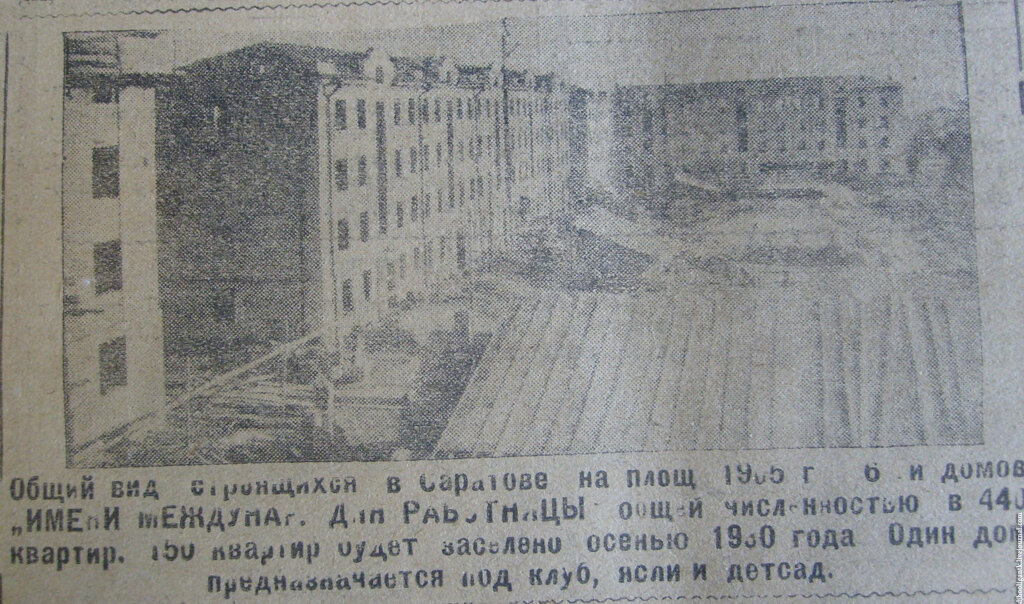
Строительство домов 8 марта в Саратове

До октябрьской революции на месте комплекса располагалась обширная и неблагоустроенная Институтская площадь, рассечённая надвое железнодорожной веткой к станции на Ильинской площади. На Институтской площади в 1905 году прошёл митинг рабочих, разогнанный солдатами и казаками, были жертвы. В 1925 году в память об этих событиях часть квартала юго-западнее железной дороги получила название «Площадь 1905 года», на ней воздвигнут памятник.
В 1929 году началось сооружение жилого комплекса имени международного дня работницы из 6 зданий на 440 квартир (коммунальных) по проекту архитектора Г. Г. Плотникова в стиле, напоминающем конструктивизм. Первые три корпуса на 160 квартир, завершённые в 1930 году, два угловых и один линейный, располагаются по улице Новоузенской, остальные два Г-образных — длинными сторонами вдоль железнодорожной ветки, а шестой коммунальный корпус с клубом, яслями и баней расположен в центре квартала. Также комплекс, что характерно для 30-х годов, имеет собственное подземное убежище. Полностью строительство было завершено к 1933 году.
На немецкой аэрофотосъёмке 1942 года комплекс помечен как возможный объект для авиаудара — «казармы».
После войны железнодорожная ветка была разобрана, и на её месте образован Весенний проезд, чьё название явно связано с жилым комплексом имени 8 марта.

## Фотографии

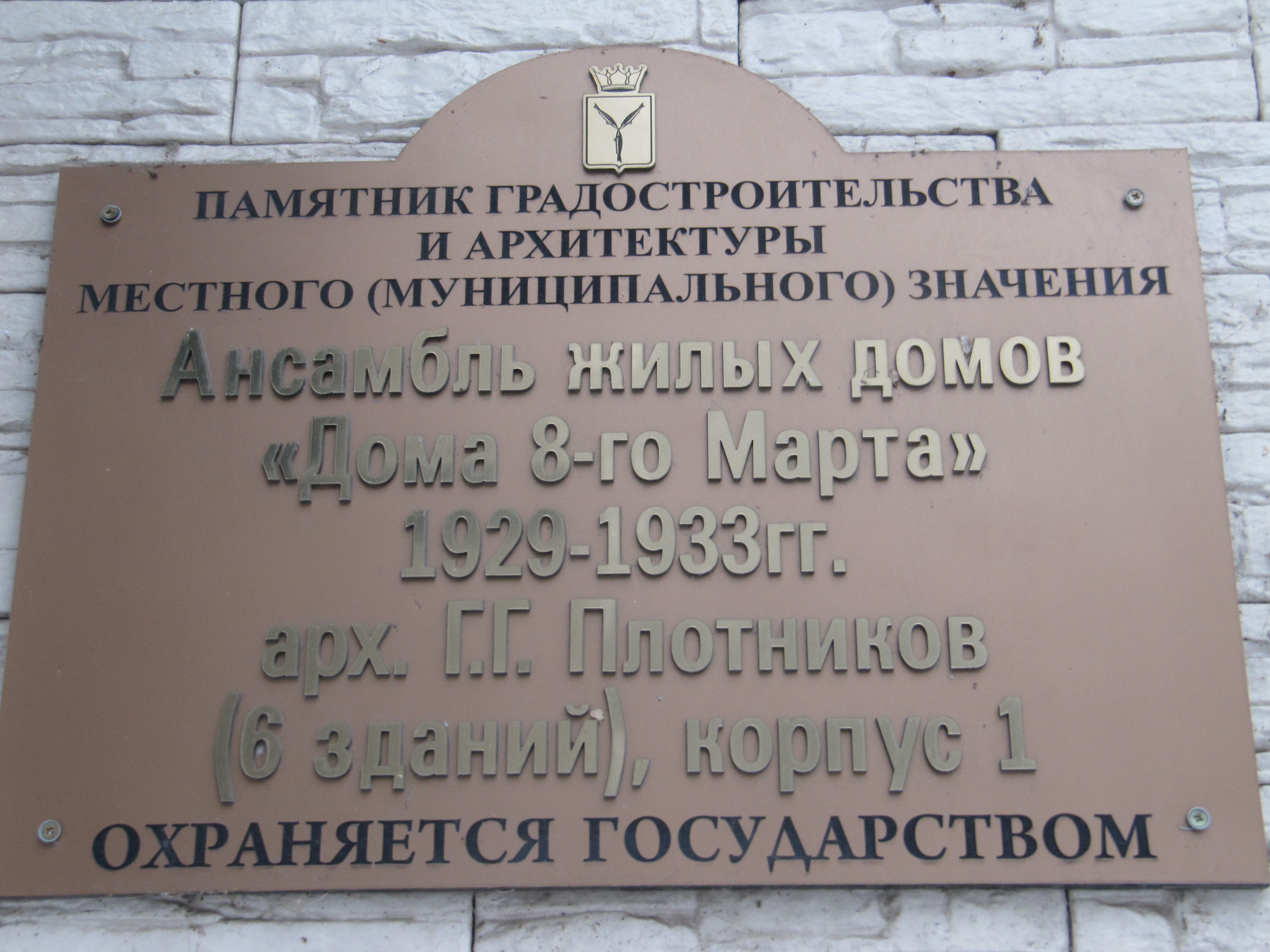
Дома 8 марта табличка
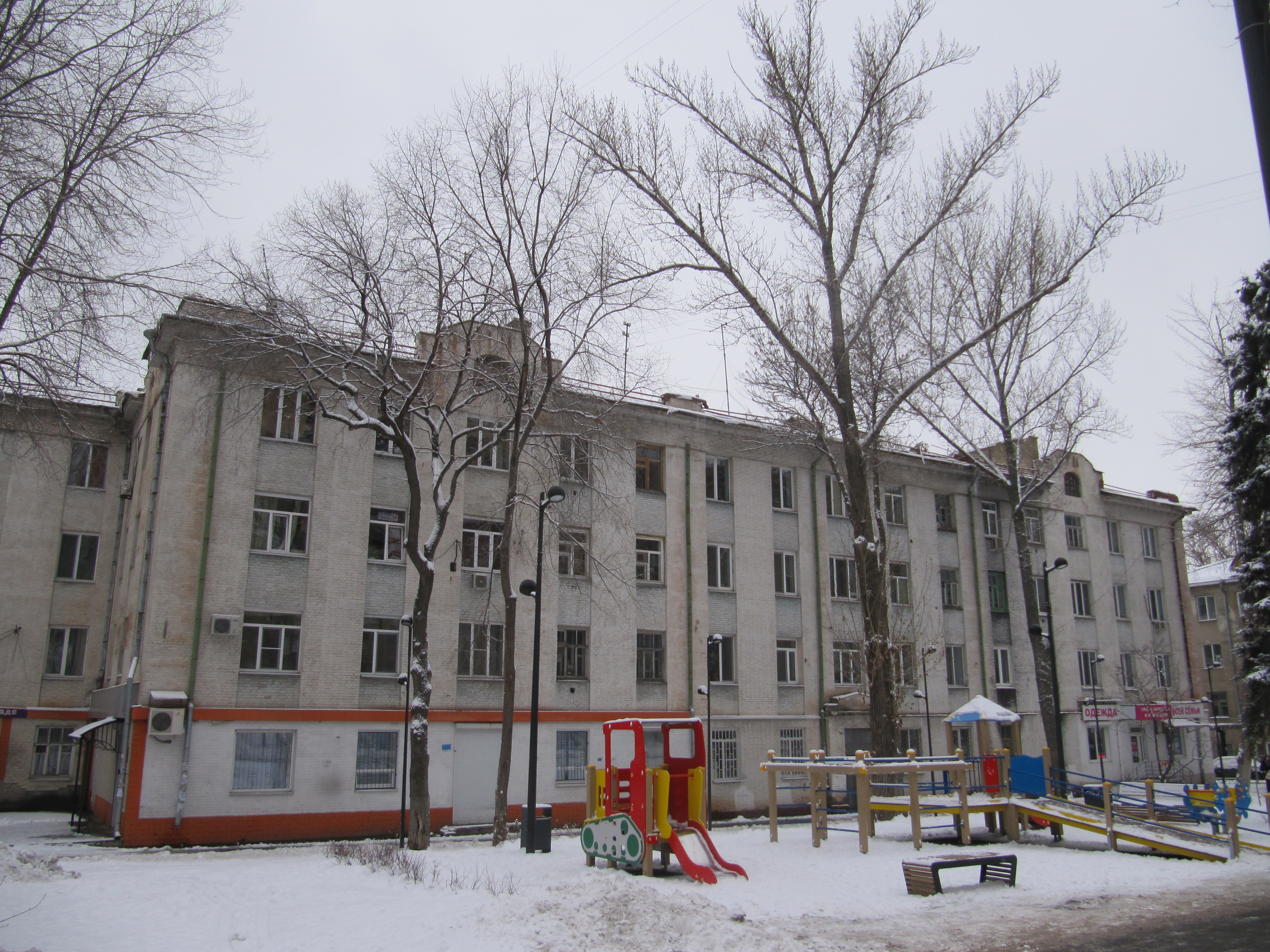
Дома 8 марта корпус 1
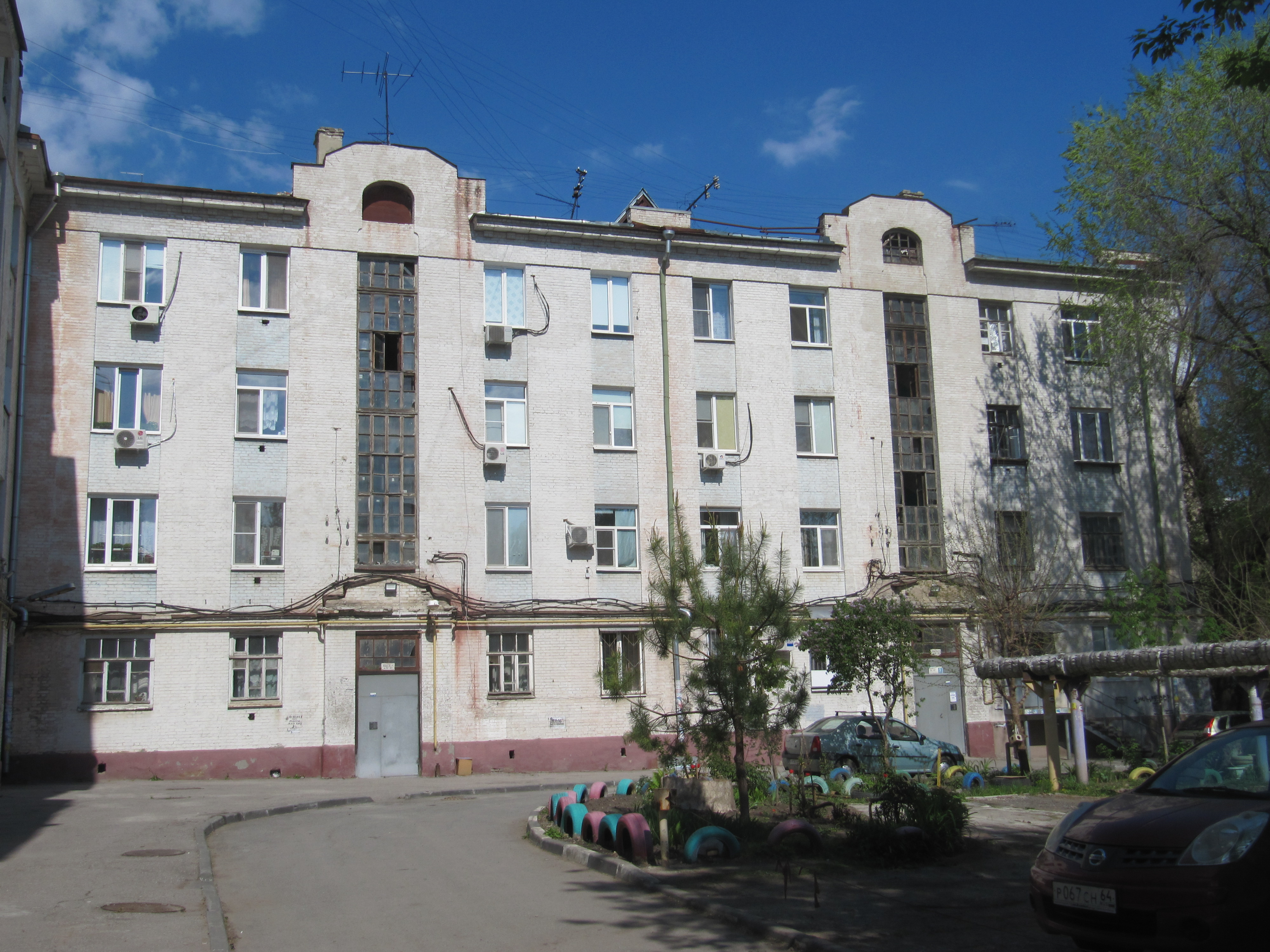
Дома 8 марта корпус 1 (вид со двора)
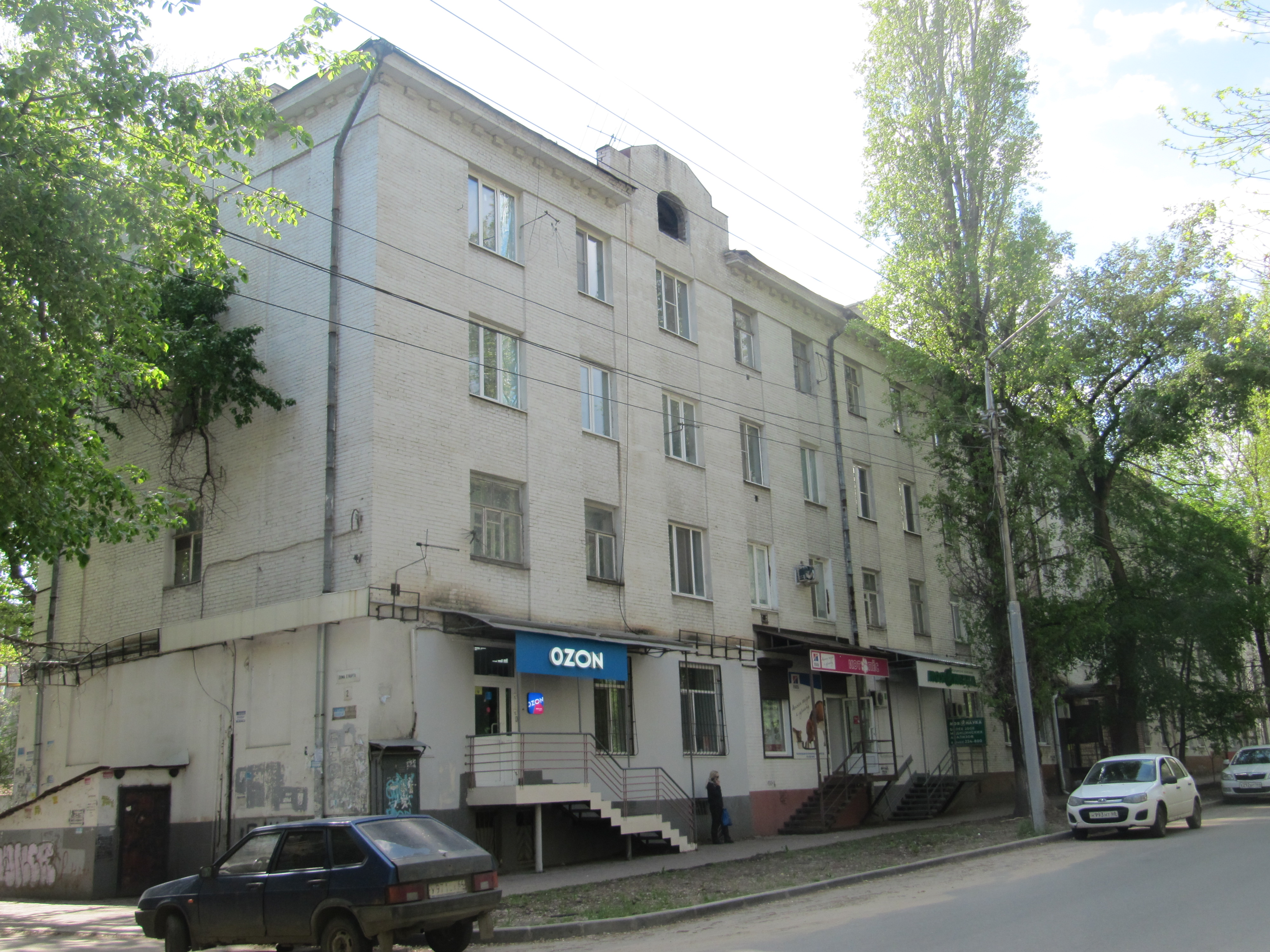
Дома 8 марта корпус 2
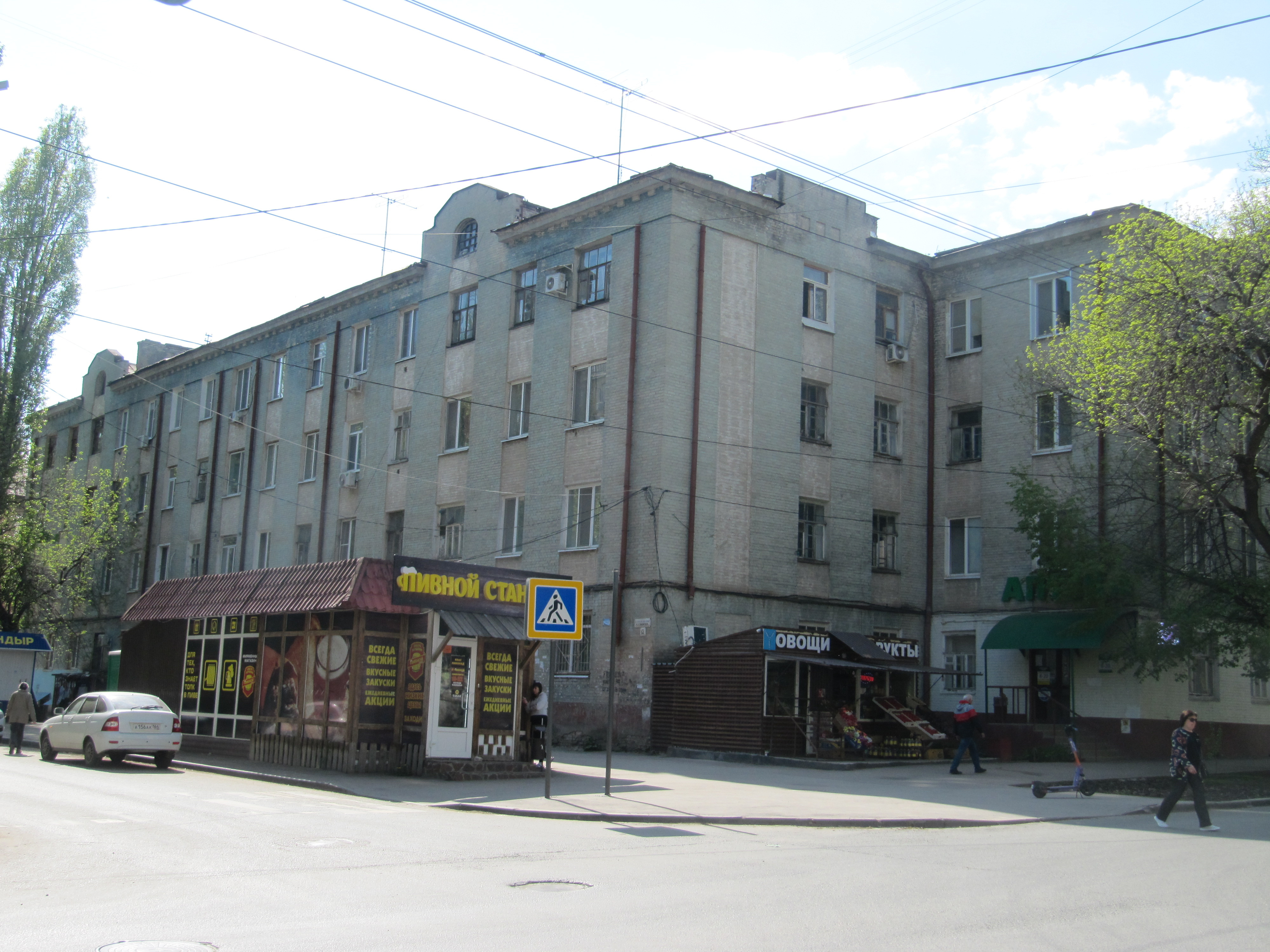
Дома 8 марта корпус 3 (вид с перекрёстка)
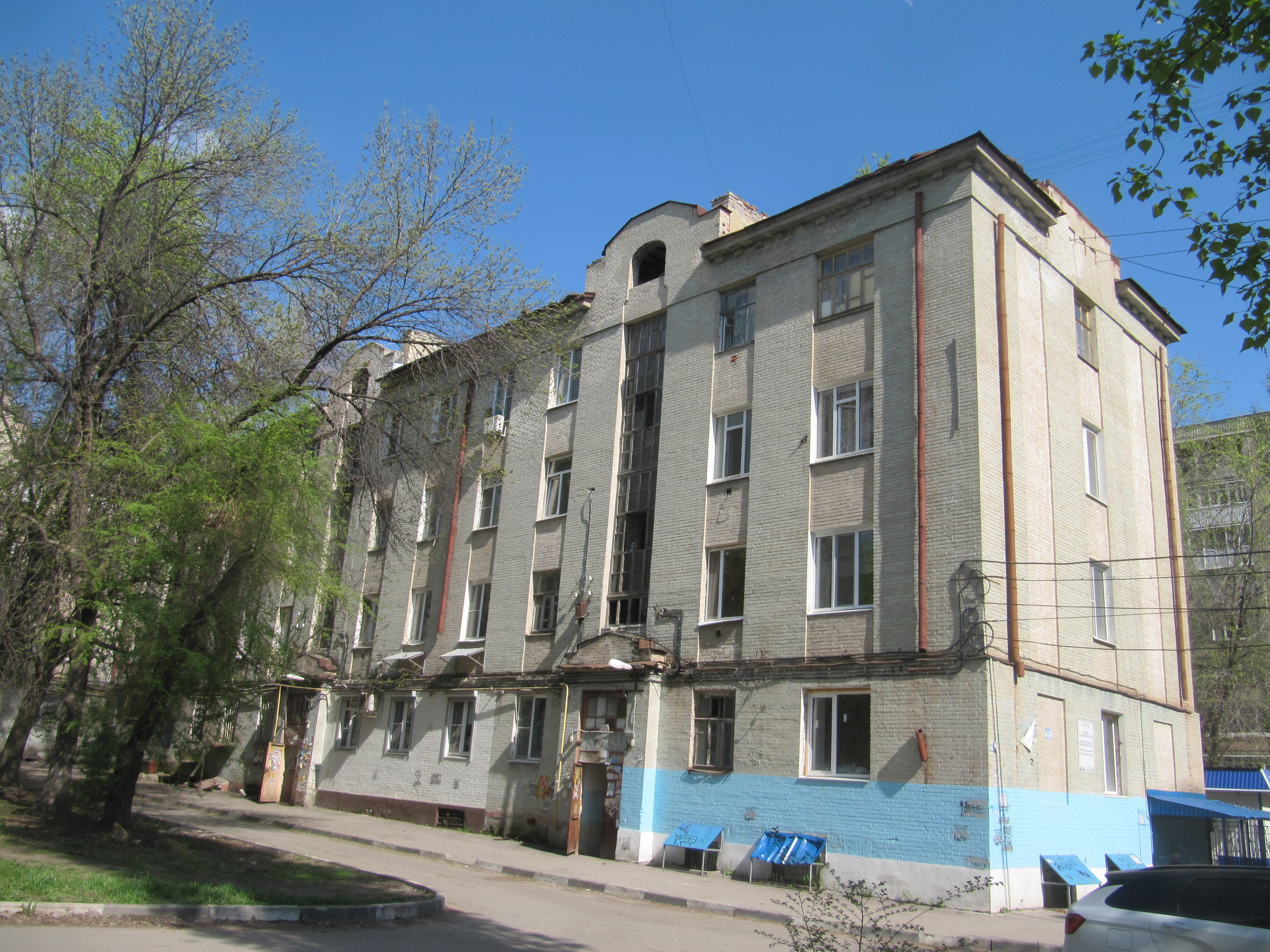
Дома 8 марта корпус 3 (вид со двора)
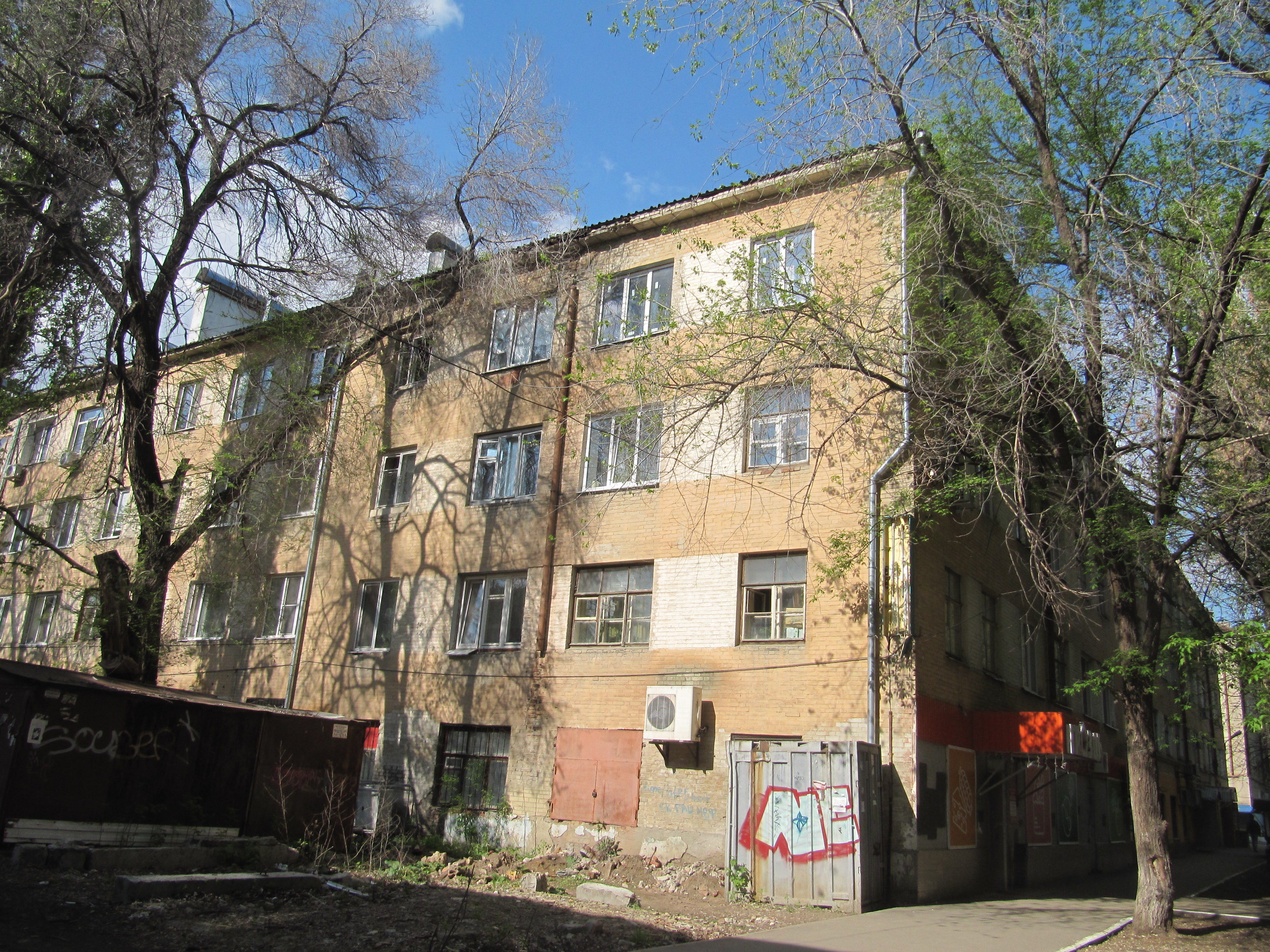
Дома 8 марта корпус 4
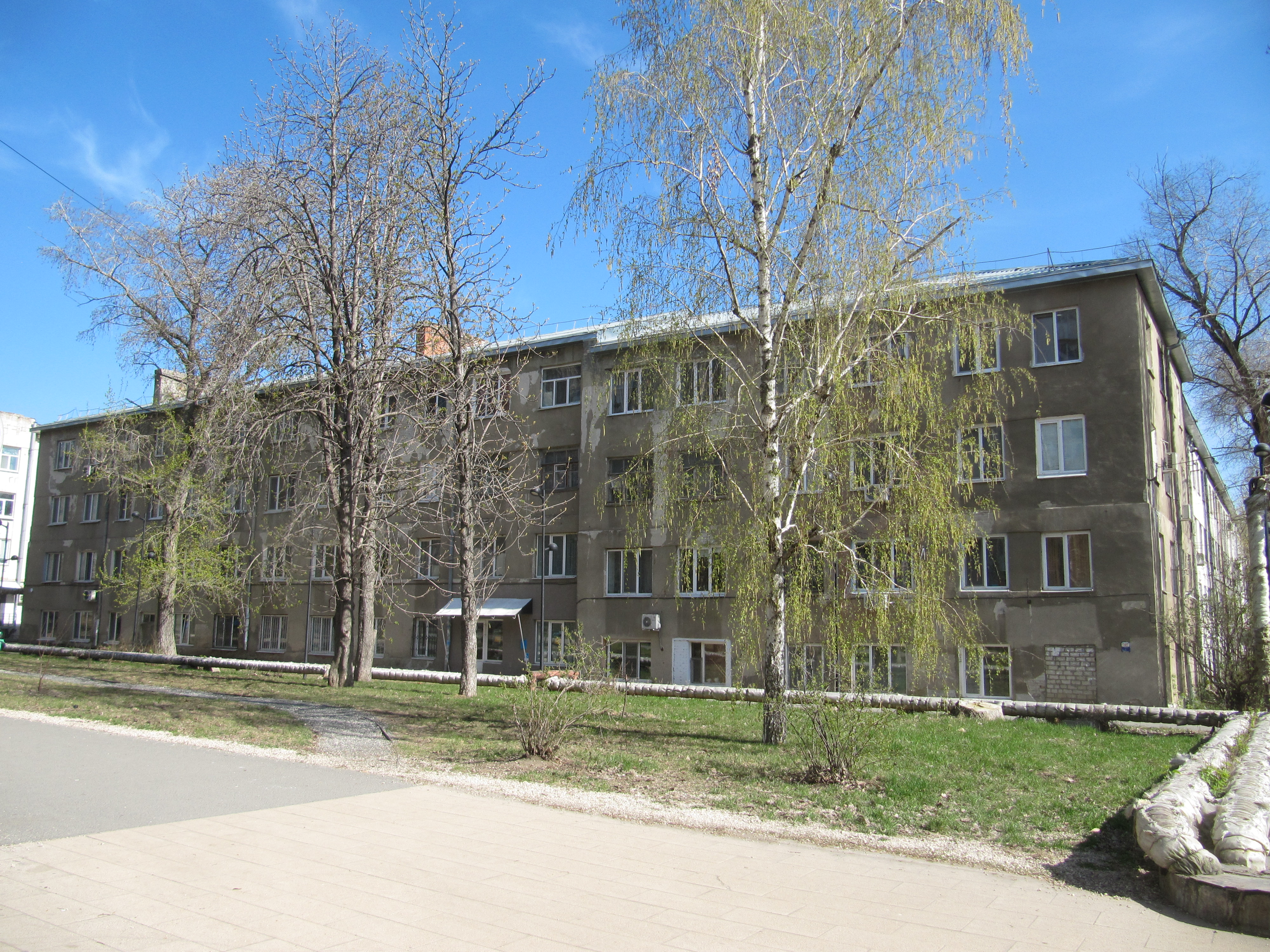
Дома 8 марта корпус 5
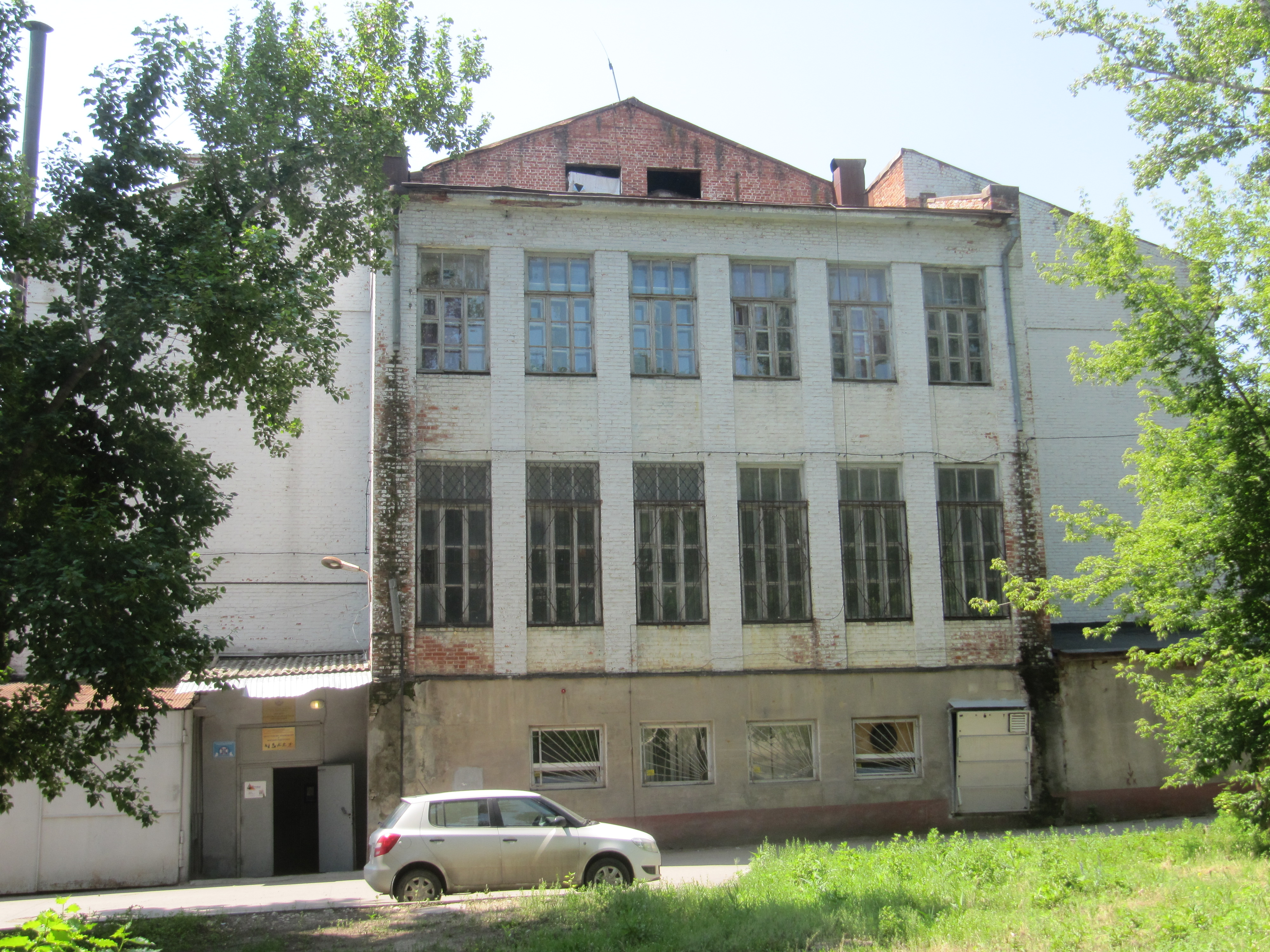
Дома 8 марта корпус 6